# Bitwa pod Kałakałdżit-elet
Bitwa pod Kałakałdżit-elet - stoczona wiosną 1203 roku nierozstrzygnięta bitwa, pomiędzy siłami Czyngis-chana a Kereitami pod wodzą Ong-chana i prawdopodobnie Dżamuki.

## Przyczyny
Pod koniec roku 1202 wódz Kereitów - To'orił Ong-chan, usynowił Czyngis-chana i uznał go za swojego dziedzica, co wywołało opór u jego prawdziwego syna Nikła Sengüma. Za namową Dżamuki i grupy Kereickich możnych, Sengüm nakłania swego ojca do zgładzenia Czyngis-chana. Miało to nastąpić podczas zaręczyn jego syna Dżocziego z córką Ong-chana (wcześniej Czyngis-chan zabiegał o to małżeństwo, lecz mu odmówiono). Czyngis-chan pojechał na ucztę zaręczynową z zaledwie 10 ludźmi jednak ostrzeżony w drodze zawrócił. Kereici zdając sobie sprawę, że ich zamiary zostały wykryte podjęli pogoń, tymczasem Czyngis-chan znów ostrzeżony, tym razem przez sługę jednego ze spiskowców, uniknął kolejnej zasadzki i wciąż uciekając, zaczął zbierać armię. W pogoń za nim ruszyły już główne siły Kereitów z Ong-chanem i Dżamuką na czele. Czyngis-chan dostrzegł pogoń gdy obozował w miejscowości Kałakałdżit-elet.

## Przed bitwą
Wedle Tajnej historii Mongołów przed samą bitwą Ong-chan, przekazał dowództwo Dżamuce, ten zaś miał przesłać Czyngis-chanowi informacje o ustawieniu sił Kereitów, w dodatku podając w wątpliwość zdolności przywódcze Ong-chana właśnie z tego powodu, że jego uczynił dowódcą. Nie wiadomo, co po tych zdarzeniach zrobił Dżamuka, lecz opis bitwy nie wspomina już o nim. Źródła nie stwierdzają też jasno jego obecności w obozie Ong-chana po bitwie. Z tych względów Lew Gumilow sugeruje, że Dżamuka odmówił walki i jeszcze przed nią opuścił Ong-chana. Czyngis-chan był jednak, długi czas po bitwie, przekonany, że Dżamuka, przebywa wciąż w obozie kereickim, gdyż tam właśnie wysyła posłów do niego a Aczin Szurik jeden z dowódców kereickich bezpośrednio po bitwie wymienia Dżamukę wśród sojuszników.

## Bitwa
Bitwę rozpoczął atak Uru'utów (pod dowództwem Dżurczedaja) i Mangakutów (pod dowództwem Kuiłdara) - najlepszych jednostek w zebranej pośpiesznie armii Czyngis-chana, na Dżirginów (pod dowództwem Kadaka). Mongołowie przeważali, lecz atak kolejnych sił kereichkich: Tübgenów i Ołon Dongkatów (pod wodzą Aczika Sziruna) powstrzymał Mangkuatów, których dowódca zostaje ciężko ranny (z powodu tej rany umrze wkrótce po bitwie). Jednak Uru'uci zmuszają do odwrotu kolejne jednostki Kereickie łącznie z gwardią Ong-chana Kereici zatrzymali się dopiero wokół rannego Sengüma do wieczora odpierając ataki Mongołów lecz już nie podejmując własnych. W bitwie został ranny i na kilka godzin zagubiony jedynie z dwoma towarzyszami, syn Czyngis-chana i jego następca Ögödej. Nie wiadomo czy w walce brały udział główne siły Czyngi-chana, które miały być ustawione za Uru'utami i Mangakutami. Z jednej strony kronika nic o tym nie wspomina z drugiej wątpliwe, by w tych właśnie oddziałach walczył z pewnością biorący udział w bitwie Ögödej.

## Po bitwie
O zmroku siły mongolskie oderwały się od nieprzyjaciela i kontynuowały ucieczkę. Ong-chan początkowo zamierzał podjąć pogoń, lecz pod wpływem lekceważących Czyngis-chana i jego armię możnych (a konkretnie Aczika Sziruna) zrezygnował z pogoni i zawrócił. Kilka dni po bitwie Czyngis-chan dokonał przeglądu swoich wojsk stąd wiemy, że miał wówczas jedynie 2660 żołnierzy. Nie wiadomo wprawdzie z jakimi siłami obie strony przystępowały do bitwy wydaje się jednak, że Czyngis-chan poniósł znaczne straty zagrażające istnieniu jego armii, wojska Kereitów były znacznie większe stąd wydaje się, że nie odczuli oni strat tak mocno.

## Skutki
Czyngis-chanowi mimo znacznych strat, dzięki bitwie pod Kałakałdżit-elet udało się uciec kereickiej pogoni ze sporym oddziałem. Dzięki temu mógł szybko zebrać większą armię zdolną do ostatecznego pokonania Kereitów, do czego doszło jesienią 1203 roku.